# Брук Хейвен
Брук Хейвен (англ. Brooke Haven; настоящее имя англ. Serena Maria Maffucci; род. 25 ноября 1979 года) — американская порноактриса.

## Биография
Родилась в Калифорнии, в 19 лет переехала в Сан-Франциско, где 3,5 года проработала стриптизёршей в одном из клубов, затем она переместилась в город Финикс (штат Аризона), где продолжила карьеру танцовщицы.
Проживая в Финиксе, Брук подружилась с другой будущей порноактрисой Лекси Мари. Они обе появились на страницах журнала Playtime и были приглашены для участия в выставке компаний порноиндустрии Erotica LA. На этой выставке с ними были заключены контракты на продолжение карьеры в порно. Вскоре после этого Брук Хейвен переехала в Лос-Анджелес и 12 октября 2004 года снялась в своём первом порнофильме. У Брук подписан контракт со студией Vicious Media, позволяющий ей сотрудничать с другими работодателями. Появилась в эпизодической роли в непорнографической ленте 2011 года «Наказание».
За всю карьеру, завершившуюся в 2015 году, Брук Хейвен снялась в 611 порнофильмах и срежиссировала 1 порноленту.

## Награды
2008 год — F.A.M.E. Award — Favorite Underrated Star.